# Torrelavega

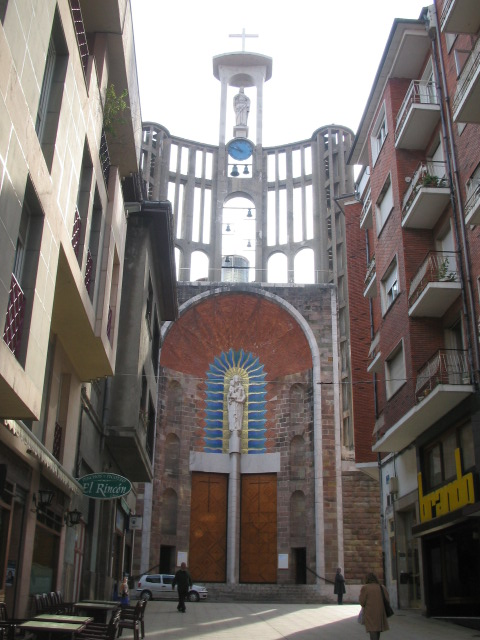
Església de la Virgen Grande

Torrelavega (Torlavega en cántabre) és un municipi i important ciutat industrial i comercial de la comunitat autònoma de Cantàbria, que se situa a uns vuit quilòmetres de la costa cantàbrica i a 27,5 quilòmetres de la capital (Santander). En ell confluïxen els rius Saja i Besaya. És la capital de la comarca del Besaya.

## Localitats
- Barreda:
- Campuzano (Campuzanu):
- Duález:
- Ganzo (Ganzu):
- La Montaña:
- Sierrapando (Sierrapandu):
- Tanos:
- Torrelavega (Torlavega) (Capital):
- Torres:
- Viérnoles:

### Municipis limítrofs
| Límits |                                                                |
| Nord   | Santillana del Mar, Suances i Polanco (d'oest a est).          |
| Est    | Piélagos i Puente Viesgo (de nord a sud).                      |
| Sud    | Los Corrales de Buelna i San Felices de Buelna (d'oest a est). |
| Oest   | Reocín i Cartes (de nord a sud).                               |

## Demografia
| 1900  | 1910  | 1920   | 1930   | 1940   | 1950   | 1960   | 1970   | 1980   | 1990   | 2000   | 2007   | 2008   | 2009   | 2010   |
| ----- | ----- | ------ | ------ | ------ | ------ | ------ | ------ | ------ | ------ | ------ | ------ | ------ | ------ | ------ |
| 7.777 | 9.574 | 12.960 | 15.933 | 19.315 | 23.728 | 31.021 | 42.945 | 55.786 | 59.997 | 56.189 | 55.418 | 55.910 | 55.947 | 55.888 |

Font: INE

## Administració

### Segona República
Durant la Segona República els alcaldes de Torrelavega foren els següents:
- 20 d'abril de 1931 - 10 d'abril de 1933, José Mazón Samperio.
- 10 d'abril de 1933 - 12 de maig de 1935, Joaquín Fernández.
- 12 de maig de 1935 - 21 de febrer de 1936, Ramón Torre Tejera.
- 21 de febrer de 1936 - 7 d'octubre de 1936, Pedro Lorenzo Molleda.
- 7 d'octubre de 1936 - 11 de març de 1937, Germán Marcos Venero.
- 11 de març de 1937 - 30 d'agost de 1937, José María Rodríguez Cuevas.

### Dictadura franquista
Des de l'entrada de l'exèrcit franquista a Torrelavega, foren alcaldes: Julián Urbina Carrera (1937-1938), Alejo Peña (1938), Pedro José de Cos (1938-1941), Manuel Urbina Carrera (1941-1947), Manuel Barquín (1947-1953), Rafael Gutiérrez Velarde (1953-1954), Fernando Ortueta Quintanal (1954-1957), Jesús Collado Soto (1957-1974), Carlos Monje Rodríguez (1974-1976), Julio Ruiz de Salazar (1976-1977) i Juan Ramón Tirado (1977-1979). De tots ells, Jesús Collado fou el que més temp va governar: des del 4 de maig de 1957 fins al 31 de juliol de 1974.

### Eleccions democràtiques
Els alcaldes de Torrelavega des de les eleccions democràtiques han estat:
| Període                   | Alcalde o alcaldessa                              | Partit polític | Data de possessió | Observacions     |
| ------------------------- | ------------------------------------------------- | -------------- | ----------------- | ---------------- |
| 1979–1983                 | Manuel Teira Fernández                            | PSC-PSOE       | 19/04/1979        | --               |
| 1983–1987                 | Manuel Rotella Gómez José Gutierrez Portilla      | PSC-PSOE       | 28/05/1983        | --               |
| 1987–1991                 | José Gutierrez Portilla                           | PSC-PSOE       | 30/06/1987        | --               |
| 1991–1995                 | José Gutierrez Portilla Blanca Rosa Gómez Morante | PSC-PSOE       | 15/06/1991        | Defunció         |
| 1995–1999                 | Blanca Rosa Gómez Morante                         | PSC-PSOE       | 17/06/1995        | --               |
| 1999–2003                 | Francisco Javier López Mercano                    | PRC            | 03/07/1999        | --               |
| 2003–2007                 | Blanca Rosa Gómez Morante                         | PSC-PSOE       | 14/06/2003        | --               |
| 2007–2011                 | Blanca Rosa Gómez Morante                         | PSC-PSOE       | 16/06/2007        | --               |
| 2011–2015                 | Ildefonso Calderón Ciriza Lidia Luis Salmón       | PP PSC-PSOE    | 11/06/2011        | Moció de censura |
| 2015–2019                 | José Manuel Cruz Viadero                          | PSC-PSOE       | 13/06/2015        | --               |
| 2019-2023                 | Javier López Estrada                              | PRC            | 15/06/2019        | --               |
| Des de 2023               | n/d                                               | n/d            | 17/06/2023        | --               |
| Fonts: El Diario Montañés |                                                   |                |                   |                  |

| Eleccions municipals, 24 de maig de 2015 |       |        |          |
| Partit                                   | Vots  | %      | Regidors |
| PP                                       | 7.182 | 24,48% | 7        |
| PSC-PSOE                                 | 5.874 | 20,02% | 6        |
| PRC                                      | 5.192 | 17,69% | 5        |
| Torrelavega Sí                           | 3.689 | 12,57% | 4        |
| ACPT                                     | 2.382 | 8,12%  | 2        |
| PUEDE                                    | 1.570 | 5,35%  | 1        |

| Eleccions municipals, 26 de maig de 2019 |        |        |          |
| Partit                                   | Vots   | %      | Regidors |
| PRC                                      | 7.7553 | 26,77% | 8        |
| PSC-PSOE                                 | 7.335  | 26,00% | 8        |
| PP                                       | 4.475  | 15,86% | 4        |
| ACPT                                     | 2.399  | 8,50%  | 2        |
| Cs                                       | 1.756  | 6,22%  | 1        |
| Torrelavega Sí                           | 1.745  | 6,18%  | 1        |
| Vox                                      | 1.437  | 5,09%  | 1        |